# پیوندکهنه
پیوندکهنه، روستایی از توابع بخش مرکزی شهرستان فریمان در استان خراسان رضوی ایران استکه به خاطر معماری ساده و زیبا شهرت کوچکی دارد.

## جمعیت
این روستا در دهستان بالابند قرار دارد و براساس سرشماری مرکز آمار ایران در سال ۱۳۸۵، جمعیت آن ۹۳ نفر (۲۰خانوار) بوده‌است.